# Вечный огонь (Караганда)
Мемориальный ансамбль боевой славы «Вечный огонь» — мемориал, открытый в 1975 году, в память о Победы советского народа в Великой Отечественной войне. Он расположен в городе Караганда (Казахстан).

## История
Мемориал был воздвигнут в 1975 году к 30-летию Победы советского народа в Великой Отечественной войне. Сооружение памятника велось под руководством скульптора Ж. Молдабаева и архитектора Н. Койшибекова.
В марте 2014 года началась масштабная реконструкция мемориального комплекса, проводившаяся впервые с момента открытия. Предполагалось, что будет произведён ремонт всех элементов, за исключением барельефа. При этом на время строительных работ Вечный огонь был потушен.
Мемориал был вновь открыт 9 мая того же года. Горожане остались недовольны заменой гранитных плит на тротуарную плитку, что не соответствовало общим расходам на реконструкцию в размере 65 млн тенге.

## Описание
В центре мемориала располагается Вечный огонь. Перед ним расположен барельеф, под которым на мраморном постаменте высечена надпись «Вечная слава героям» на русском и казахском языках. По бокам от ансамбля расположены подпорные стенки, на которых вычеканены даты «1941-1945 гг». Изображения и надписи выполнены методом чеканки по меди. Мемориал даёт начало аллее Героев, которая протягивается от Вечного огня по центру сквера, где на гранитных мемориальных плитах высечены фамилии солдат из Карагандинской области, не вернувшихся с фронтов Великой Отечественной войны.
Барельеф представляет собой развёрнутое знамя, длиной 4,5 метра, на котором изображены серп и молот; на его фоне высечены фигуры голубей, как символа мира; по краям мемориала изображены мужественные лица солдат.

## Статус памятника
Памятник входит в Список памятников истории и культуры местного значения Карагандинской области в городе Караганде, утверждённом в апреле 2010 года.